# Canton d'Arras-Ouest
Le canton d'Arras-Ouest est une division administrative française située dans le département du Pas-de-Calais et la région Nord-Pas-de-Calais.

## Histoire
Le canton a été créé en 1982

## Administration
| Période | Période           | Identité          | Étiquette      | Qualité |
| ------- | ----------------- | ----------------- | -------------- | --- |
| 1982    | 1987 (annulation) | Léon Fatous       | PS             | Directeur commercial Maire d'Arras de 1975 à 1995 Ancien conseiller général du Canton d'Arras-Nord (1967-1979) Député Européen de 1984 à 1989 Sénateur de 1992 à 2001 |
| 1987    | 1998              | Michel Vastroux   | PS             | Directeur de cabinet de Léon Fatous Adjoint au maire d'Arras |
| 1998    | 2004              | Denise Bocquillet | UDF            | Enseignante Maire-adjoint d'Arras |
| 2004    | 2011              | Alain Fauquet     | PS             | Assistant parlementaire Adjoint au Maire d'Arras (1989-1995) |
| 2011    | 2015              | Denise Bocquillet | MoDem puis UDI | Retraitée de l'enseignement Maire-adjoint d'Arras Elue en 2015 dans le Canton d'Arras-1                                                                               |

## Composition
Le canton d'Arras-Ouest groupe 1 commune et compte 22 440 habitants (recensement de 1999 sans doubles comptes).
| Communes | Population (2012) | Code postal | Code Insee |
| -------- | ----------------- | ----------- | ---------- |
| Arras    | 40 590 (1)        | 62000       | 62041      |

(1) fraction de commune.

## Démographie
| 1982 | 1990   | 1999   | 2006   | 2011   | 2012   |
| ---- | ------ | ------ | ------ | ------ | ------ |
| -    | 22 663 | 22 440 | 23 163 | 21 780 | 21 404 |